# Перенесення столиці УСРР з Харкова до Києва

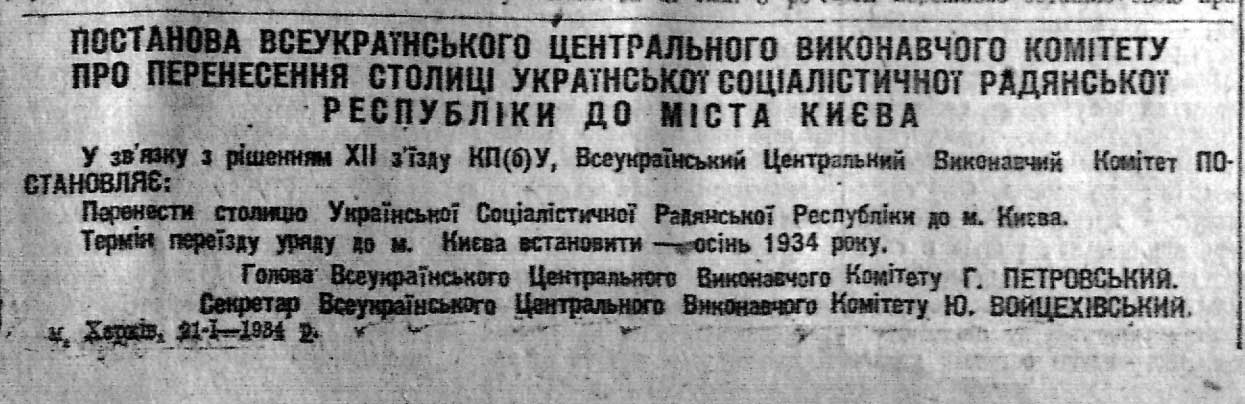
З газети «Вісті ВУЦВК» від 22 січня 1934 року

Перенесення до Києва з Харкова столиці УСРР відбулося 24 червня 1934 року — в цей день відбувся урочистий переїзд вищих владних структур УСРР з Харкова до Києва, що ознаменувало виконання ухваленого в січні 1934 року рішення про перенесення столиці республіки до Києва. З нагоди цієї події цього дня у Києві відбулися урочистості та військовий парад.

## 1917—1919
У грудні 1917 року, після невдалої спроби захопити владу у Києві на скликаному за ініціативою більшовиків Всеукраїнському з'їзді совітів робітничих, селянських і солдатських депутатів, пробільшовицьки налаштовані делегати переїхали до Харкова і там, об'єднавшись із делегатами ІІІ обласного з'їзду рад Донецько-Криворізького басейну, проголосили створення радянської Української Народної Республіки (УНР). На з'їзді в Харкові було обрано Центральний Виконавчий Комітет рад України (ЦВК рад України), який вже через кілька днів сформував уряд — Народний секретаріат, місцеперебування якого і визначало столичність міста.
Після захоплення червоними військами Києва в лютому 1918-го туди одразу перемістився Народний секретаріат, проте укладення Брестського мирного договору змусило його невдовзі залишити Київ і столицею радянської УНР встигли побувати Полтава, Катеринослав та Таганрог, де наприкінці квітня були розпущені ЦВК рад України та Народний секретаріат.
Наступний прихід радянсько-більшовицької влади в Україну почався восени 1918 року — 28 листопада було створено Тимчасовий робітниче-селянський уряд України, який місцем перебування спочатку визначив тоді українське місто Суджа (нині — Курська область, РФ). 27 грудня було ухвалено рішення про переїзд до Білгорода, але вже 3 січня 1919 року червоні війська захопили Харків, куди й перебрався уряд. 6 січня радянська Україна отримала нову назву — Українська Соціалістична Радянська Республіка.
Після захоплення 5 лютого 1919 року Червоною армією Києва постало питання про переїзд туди вищих органів влади УСРР. Відповідне рішення було ухвалене у лютому 1919 року, а 6 березня 1919 року воно було затверджене на першому засіданні ІІІ Всеукраїнського з'їзду ради, який 6-10 березня відбувся у Харкові. Переїзд вищих владних структур до Києва відбувся у другій половині березня.
В 1919 році радянсько-більшовицька влада в Україні знову зазнала поразки, а вже при її відновленні вищі владні структури (тоді це був Всеуревком та тимчасове бюро ЦК КП(б)У) переїхали до Харкова у другій половині січня 1920 року. Наміри повернути столицю до Києва у лютому 1920 року Ленін означив як «нісенітницю», що, власне, і було підтверджене практикою, коли вже весною польсько-українські війська зайняли Київ.

## 1920—1933
Певний час Харків вбачався тимчасовою столицею УСРР. Відповідне рішення Всеукраїнського з'їзду рад, яким Харків було названо столицею УСРР, було зафіксоване лише при затвердженні Конституції УСРР 1929 року. Втім, і в період утвердження Харкова в новому статусі час від часу серед високопосадовців лунали повідомлення про перенесення звідти столиці до іншого міста, наприклад, Києва чи Запоріжжя — нового індустріального центру радянської України.

## Підготовка до перенесення столиці
Офіційно питання про повернення столиці радянської України до Києва 18 січня 1934 року на пленумі ЦК КП(б)У поставив другий секретар ЦК КП(б) України і одночасно перший секретар Харківського обкому Павло Постишев, який повідомив, що ЦК ВКП(б) й «особисто товариш Сталін» пропонують перенести столицю з Харкова до Києва, аргументувавши також й тим, що «Правобережжя — це серцевина України».
21 січня 1934 року це рішення було затверджене спочатку XII з'їздом КП(б)У і того ж дня проведене по радянській (державній) лінії постановою Президії ВУЦВК.

## Переїзд

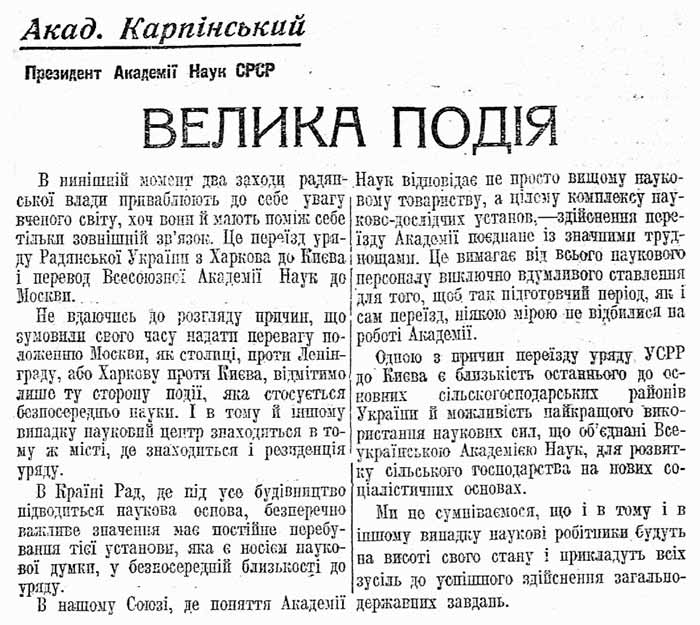
Звернення президента АН СРСР О. Карпінського, З газети «Вісті ВУЦВК» від 28 червня 1934 року

Запланований на осінь переїзд перенесли на початок літа. 23 червня 1934 року у театрі ім. Шевченка та згодом на вокзальному майдані у Харкові «проводжали ЦК КП(б)У і уряд Радянської України до нової столиці УСРР — Києва». 24 червня їх урочисто зустріли на залізничному вокзалі нової столиці, в якій з цієї нагоди на майдані Героїв Перекопу (нині — Софійська площа) відбувся військовий парад. Завершилися офіційні заходи урочистим пленумом Київської міської ради, який ввечері того ж дня відбувся на стадіоні «Динамо».
ХІІІ Всеукраїнський з'їзд рад, який відбувся у січні 1935 року, остаточно ствердив новий статус Києва, внісши відповідні зміни у 82 ст. Конституції: «Столицею Української Соціалістичної Радянської Республіки є місто Київ».